# 기 모독

2023년 기준 기 모독 금지를 시행 중인 국가 지도

기 모독, 깃발 모독은 공개적으로 기를 의도적으로 파괴, 손상 또는 절단하는 다양한 행위이다. 국기의 경우, 이러한 행동은 종종 국가나 그 정책에 반대하는 정치적인 주장을 하려는 의도로 이루어진다. 일부 국가에는 파괴 방법(예: 공공 장소에서 소각) 또는 특정 사용(예: 상업적 목적)을 금지하는 법률이 있다. 그러한 법률은 자국 국기에 대한 모독과 다른 나라 국기에 대한 모독을 구별할 수 있다. 일부 국가에서는 국내에서 다른 국가의 국기로 모든 종류의 국기를 모독하는 것을 금지했다.